# Gatineau
Gatineau (wym. fr. [gatino]) – miasto w Kanadzie w prowincji Quebec.
Położone nad rzeką Ottawa miasto jest bezpośrednim przedmieściem znajdującej się po ontaryjskiej stronie stolicy Kanady, Ottawy. Gatineau jest 17. miastem Kanady i 4. Quebecu co do liczby mieszkańców.
Na terytorium Gatineau znajduje się wiele budynków ministerstw i agencji rządu Kanady. Znajduje się tu także Kanadyjskie Muzeum Historii (dawniej Kanadyjskie Muzeum Cywilizacji). Ze względu na bliskość Ottawy, Gatineau jest najbardziej profederalnym i antyniepodległościowym miastem Quebecu.
W 1998 roku stworzone zostało nowe miasto Gatineau z istniejących wcześniej 5 niezależnych miast: Aylmer, Buckingham, Gatineau, Hull, i Masson-Angers.
Liczba mieszkańców Gatineau wynosi 242 124. Język francuski jest językiem ojczystym dla 79,8%, angielski dla 10,6% mieszkańców (2006).
W mieście rozwinął się przemysł drzewny, celulozowo-papierniczego, materiałów budowlanych, elektronicznych, spożywczy.

## Sport
- Gatineau Olympiques – klub hokejowy

## Linki zewnętrzne

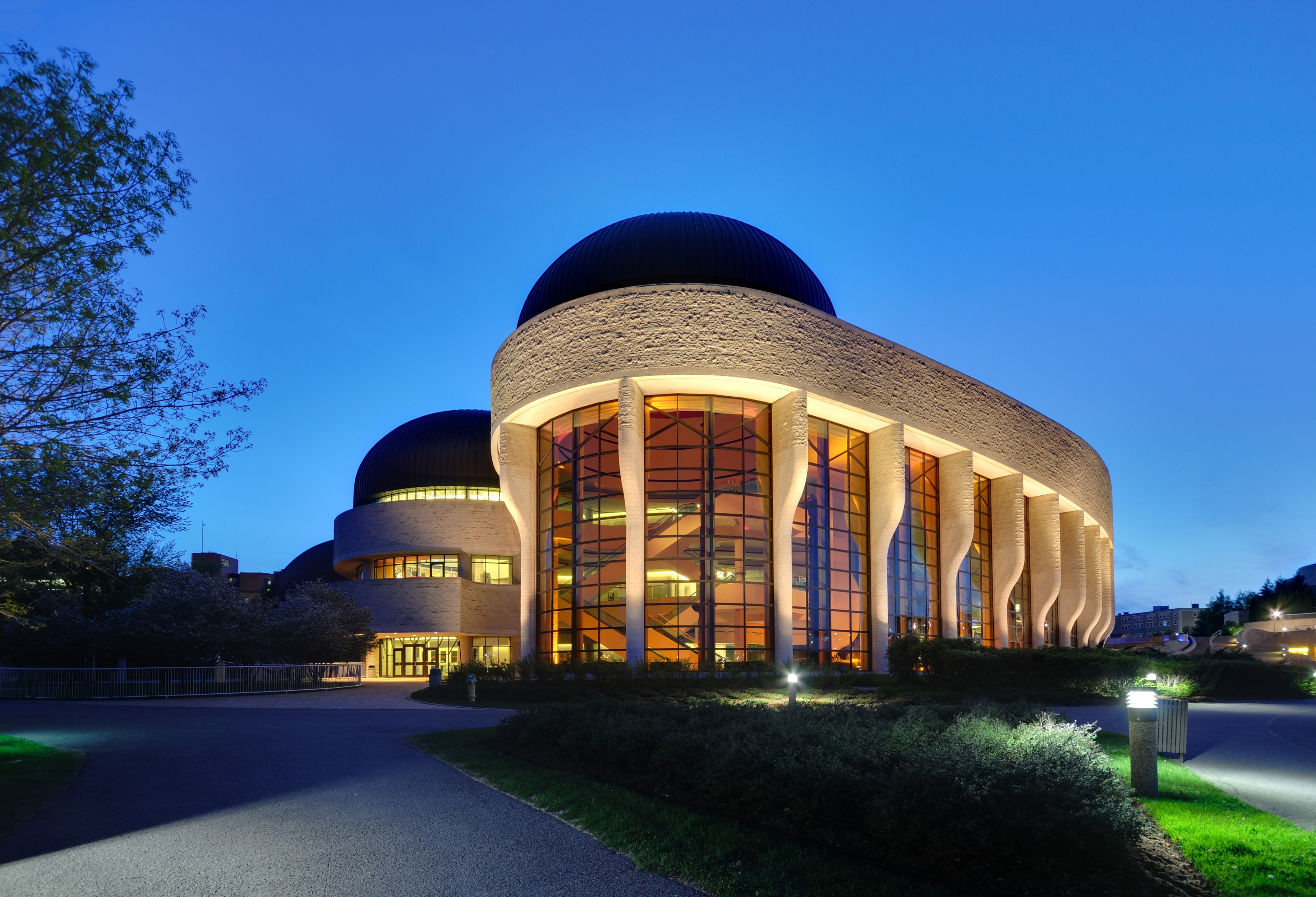
Kanadyjskie Muzeum Historii